# Nan'an
Nan'an (南安市S, Nán'ānP) è una città-contea della Cina, situata nella provincia del Fujian.